# Superman Is Dead
Superman Is Dead (Kurzform S.I.D.) ist eine indonesische Punkrock-Band aus Kuta, die 1995 gegründet wurde. Sie ist die erste indonesische Punkband, die einen Vertrag bei einem Major-Label erhielt.

## Geschichte
Die Band wurde ursprünglich nach dem Song Superman Silvergun der Band Stone Temple Pilots benannt, später jedoch in „Superman Is Dead“ umbenannt. Die ersten drei Alben Case 15, Superman Is Dead und Bad Bad Bad produzierte die Band noch auf unabhängigen Indie-Labels, bis sie schließlich im Jahr 2003 bei Sony BMG Indonesia unterzeichnete. Dem Vertragsabschluss mit dem kommerziellen Major-Label gingen lange Verhandlungen darüber voraus, die Mehrheit ihrer Songs auf Englisch singen zu dürfen, sowie über ihr Image als Artisten ausschließlich selbst zu entscheiden.
Somit wurde S.I.D. die erste indonesische Punk-Rock-Band, die bei einem Major-Label unter Vertrag stand.
Es folgte ihr viertes Album Kuta Rock City, wobei der Titel als Hommage an die Surf-, Shopping- und Partymetropole Kuta auf Bali zu verstehen ist. Daraufhin gewannen sie unter anderem den „MTV Indonesia Award for The Best New Artist 2003“ und den „AMI Award for The Best New Artist 2003“ und wurden 2006 wieder für den „AMI Award 2006 for The Best Rock Album“ nominiert. Neben einigen älteren Produktionen auf Kassettenformat und diversen Videos folgten noch die Alben The Hangover Decade (2004) und Black Market Love (2006). Im Februar 2009 erschien das Album Angels and the Outsiders. Im selben Jahr spielte die Band im Rahmen der Warped Tour elf Konzerte in den USA.

## Diskografie
Alben
- 1997: Case 15 (Eigenveröffentlichung)
- 1999: Superman Is Dead (Eigenveröffentlichung)
- 2003: Kuta Rock City (Sony Music)
- 2004: The Hangover Decade (Sony Music)
- 2006: Black Market Love (Sony Music)
- 2009: Angels and the Outsiders (Sony Music)
- 2012: The Early Years, Blood, Sweat and Tears (Sony Music)
- 2013: Sunset di Tanah Anarki (Sony Music)

EPs
- 2002: Bad Bad Bad (Spills Records)

Singles
- 2011: Aku Anak Indonesia (Sony Music)